# 赫拉博韋茨 (特諾皮爾州)
49°26′50″N 25°44′31″E / 49.44722°N 25.74194°E
赫拉博韋茨（羅馬化：Hrabovets）是烏克蘭的村落，位於該國西部捷爾諾波爾州捷爾諾波爾區，面積1.6平方公里，海拔高度290米，2001年人口849，人口密度每平方公里504.5人。